# José Domínguez Abascal
José Domínguez Abascal   (Sevilla, 19 de novembre de 1953 - 1 de juny de 2024) va ser un catedràtic i enginyer espanyol. Va ser president d'Abengoa entre setembre de 2015 i març de 2016.

## Biografia
José Domínguez Abascal era membre d'una de les famílies més il·lustres de Sevilla. Era catedràtic d'Estructures de l'Escola d'Enginyers de la Universitat de Sevilla i, des de 2008 fins a 2015, va ser Secretari General Tècnic d'Abengoa, així com assessor de l'anterior president en temes de R+D i tecnologia. Va ser president d'Abengoa entre setembre de 2015 i març de 2016.
També era Doctor Enginyer Industrial (1977) per la Universitat de Sevilla. Va ser investigador a l'Institut Tecnològic de Massachusetts (MIT) (1978 i 1979), vicerector de la Universitat de Sevilla (1990-1992) i director de la seva Escola d'Enginyers (1993-1998).
Entre els anys 2004 i 2008, va ser responsable del sistema universitari i de R+D al govern de la Junta d'Andalusia com a Secretari General, Recerca i Tecnologia. Va obtenir el Premi Nacional d'Investigació Leonardo Torres Quevedo d'Enginyeria en 2004 i el Premi Nacional de Restauració de Béns Culturals en 2006.
Com a investigador, va ser reconegut internacionalment per les seves contribucions en els camps de la Mecànica Computacional i Mecànica de Mitjans Continus. En 2012 va ingressar a la Reial Acadèmia d'Enginyeria d'Espanya. També era membre de l'Academia Europaea.